# Orkney (Zuid-Afrika)
Orkney is een plaats in de Zuid-Afrikaanse provincie Noordwest.
Orkney telt ongeveer 13.500 inwoners.

## Subplaatsen
Het nationaal instituut voor de statistiek, Stats SA, deelt sinds de census 2011 deze hoofdplaats in vijf zogenaamde subplaatsen (sub place), waarvan de grootste zijn:
Orkney SP • Vaal Park.